# Gâteau au fromage de l'oncle Tetsu

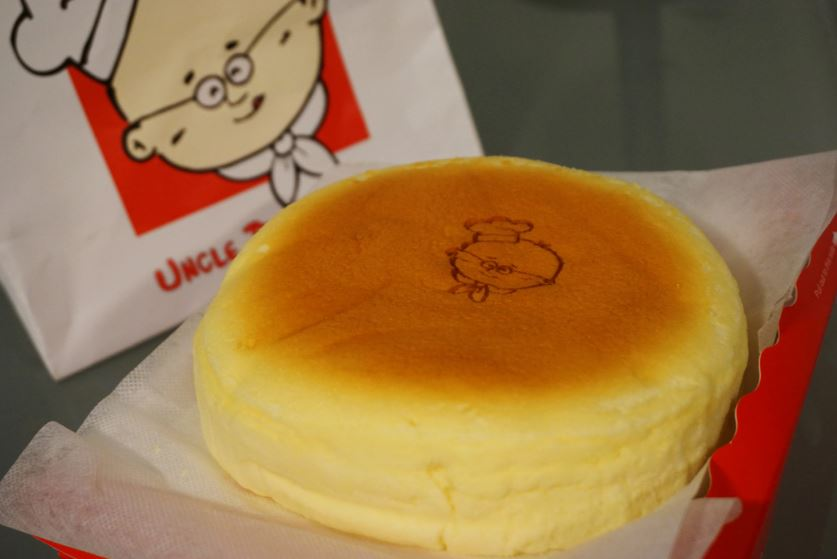
Un gâteau au fromage de l'oncle Tetsu.

Le gâteau au fromage de l'oncle Tetsu (てつおじさんの店, Tetsu-ojisan no mise) est un type de gâteau au fromage japonais inventé dans les années 1990 dans une boulangerie du même nom située sur la rue Oyafukou, à Hakata, Fukuoka, Japon,. Le gâteau porte le nom du fondateur de la boulangerie, Tetsushi Mizokami.

## Historique
Une filière taïwanaise ouvre en 2011. Le gâteau devient populaire après avoir été abordé lors de l'émission Kangsi Coming (en).
La marque connaît un certain succès international et des filières ouvrent en Chine, à Singapour, en Thaïlande, en Malaisie, aux Philippines, au Cambodge, en Australie (Link), en Nouvelle-Zélande, aux États-Unis (Link) et au Canada (Link).